# Thomas Wenner
Thomas Wenner (* 1947) ist ein deutscher Polizeibeamter und ehemaliger Polizeipräsident von Bochum.

## Karriere
Wenner war von 1993 bis 2009 Polizeipräsident in Bochum. Im Oktober 2009 wurde er mit 62 Jahren gegen seinen Willen von der NRW-Landesregierung auf Vorschlag von Innenminister Ingo Wolf in den vorzeitigen Ruhestand versetzt. Hintergrund dafür waren laut Medienberichten Vorwürfe der Illoyalität gegenüber der Landesregierung. Die Gewerkschaft der Polizei bedauerte seine Abberufung, die Polizei in NRW verliere „einen ihrer markantesten Köpfe“. Die Nationaldemokratische Partei Deutschlands (NPD) in Bochum kritisierte Wenner dafür, mehrere NPD-Demonstrationen untersagt zu haben, und begrüßte seine Pensionierung.
Wenner zeichnete während seiner Amtszeit maßgeblich verantwortlich für die Absage der in Bochum 2009 geplanten Loveparade, da er eine Veranstaltung mit so vielen Teilnehmern aufgrund der Gegebenheiten für nicht durchführbar erachtete. In einem offenen Brief rechtfertigte Wenner die erfolgte Absage gegen Kritik von Seiten der Landesregierung und warf den Kritikern vor, verantwortungslos die Sicherheitsaspekte außer Acht zu lassen. Als es im darauf folgenden Jahr in Duisburg zum schweren Unglück bei der Loveparade 2010 mit 21 Toten kam, erregte Wenners Kritik erneut starke Aufmerksamkeit. In der Folge erstattete Wenner Anzeige gegen den Duisburger Oberbürgermeister Adolf Sauerland und andere leitende Duisburger Beamte.

### Trivia
1999 hatte Wenner eine kurzfristige mediale Auseinandersetzung mit dem Punkmusiker Wolfgang Wendland. Diesem war während eines Bochumer „Punkertreffens“ ein Platzverweis erteilt worden, gegen den er vor dem Verwaltungsgericht Beschwerde einlegte. Wendlands Band Die Kassierer veröffentlichte deshalb später auf dem Album Musik für beide Ohren einen Song mit dem  Titel Thomas Wenner.
Wenner unterstützte die Produktion der Polizeireportage Toto & Harry.